# Arjuna – córka Ziemi
Arjuna – córka Ziemi (jap. 地球少女アルジュナ Chikyū shōjo Arjuna) − 13-odcinkowy serial anime stworzony przez japońskie studio animacji Satelight. Wyreżyserowany przez Shōjiego Kawamori.

## Opis fabuły
Nastoletnia Juna Ariyoshi (nazwana później Arjuną) umiera w szpitalu po wypadku motocyklowym, jednak chłopiec imieniem Chris przywraca ją do życia. Ma to swoją cenę: Arjuna musi podjąć się ochrony Ziemi przed potworami zwanymi Raaja. Dziewczyna zaczyna nabywać coraz to nowsze zdolności, jak na przykład telepatia. Powoli zaczyna sobie także uświadamiać, czym tak naprawdę jest życie. Posiadanie nowych zdolności ma jednak swoją cenę, Arjuna musi między innymi zrezygnować ze zwykłego jedzenia, ponieważ kiedy weźmie je do ust, nawiedzają ją wizje o jego produkcji.
Arjuna ma też bardziej przyziemne problemy: najlepsza przyjaciółka podkochuje się w jej chłopaku Tokio, zaś siostra, Kaine, zachodzi w ciążę i chce ją usunąć.

## Postaci
- Juna Ariyoshi (jap. 有吉樹奈 Ariyoshi Juna)

Seiyū: Mami Higashiyama 
- Tokio Ōshima (jap. 大島時夫 Ōshima Tokio)

Seiyū: Tomokazu Seki 
- Chris Hawken (jap. クリス・ホーケン Kurisu Hōken)

Seiyū: Yūji Ueda 
- Cindy Klein (jap. シンディ・クライン Shindi Kurain)

Seiyū: Mayumi Shintani 
- Teresa Wong (jap. テレサ・ウォン)

Seiyū: Yōko Sōmi 
- Onizuka (jap. 鬼塚)

Seiyū: Tesshō Genda 

## Produkcja
Seria anime została wyprodukowana przez Satelight i jest oryginalną produkcją tego studia. Reżyserem serii został Shōji Kawamori, który wspólnie z Hiroshi Ōnogim odpowiadał również za scenariusz. Postacie zaprojektował Takahiro Kishida, natomiast muzykę skomponowała Yōko Kanno. Seria składa się z 13 odcinków emitowanych w Japonii na kanale TV Tokyo od stycznia do marca 2001 roku. Seria została później wydana na 6 płytach DVD.

## Spis odcinków
W Polsce serial był emitowany od 19 lipca 2003 na kanale Hyper w wersji z lektorem, a także został wydany w 2003 roku przez Wydawnictwo Ampol sp.z o.o. na dwóch płytach DVD i dystrybuowany przez Vision.
| #  | Tytuł                                             | Premiera w Japonii |
| -- | ------------------------------------------------- | ------------------ |
| 01 | Kropla czasu Toki no shizuku (時のしずく)         |                    |
| 02 | Błękitne światło Aoi hikari (青い光)              |                    |
| 03 | Łzy lasu Mori no namida (森の涙)                  |                    |
| 04 | Transmigracja Tensei rinne (転生輪廻)             |                    |
| 05 | Głosiki Chisaki mono no koe (小さきものの声)      |                    |
| 06 | Pierwszy Hajime no hitori (はじめの一人)          |                    |
| 07 | Niewidzialne słowa Mienai kotoba (見えない言葉)   |                    |
| 08 | Odległy deszcz Tooi ame (とおい雨)                |                    |
| 09 | Przed narodzinami Umareru mae kara (生れる前から) |                    |
| 10 | Nieuchwytne geny Yuragu idenshi (ゆらぐ遺伝子)    |                    |
| 11 | Dzień bez powrotu Kaerazaru hibi (かえらざる日)   |                    |
| 12 | Śmierć narodu Kuni horobite (国ほろびて)          |                    |
| 13 | Tu i teraz Ima (今)                               |                    |